# حمله ۲۰۲۲ کی‌یف
حمله به کیف عملیاتی بزرگ از سوی ارتش روسیه به دنبال حمله ۲۰۲۲ روسیه به اوکراین بر سر تسخیر پایتخت اوکراین، کیف و باقی استان کی‌یف بود که با شکست مواجه شد . در صبح ۲۴ فوریه، نیروهای مسلح روسیه وارد این کشور شده و با نیروهای مسلح اوکراین درگیر شدند. ارتش و دولت اوکراین در این منطقه مستقر هستند.در اواخر مارس ۲۰۲۲ بدنبال توقف طولانی مدت پیشروی نیروهای روسی در کیف و مقاومت بالای ارتش و مردم اوکراین ، نیروهای ارتش روسیه ، عقب نشینی از این منطقه را آغاز کرده و با بازپس گیری شهر ها و مناطق مهم استان کیف همچون نیروگاه اتمی چرنوبیل و فرودگاه هوستومل از نیروهای روسیه از سوی ارتش اوکراین ، در ۲ آوریل ۲۰۲۲ این استان بطور کامل از نیروهای روسیه پاکسازی شد و نیروهای اوکراینی دوباره کنترل کامل استان کیف را بدست گرفتند

## خط زمانی

### ۲۴ فوریه
در صبح ۲۴ فوریه، موشک‌های توپخانه روسیه مناطقی در استان کیف، از جمله فرودگاه بین‌المللی بوریسپیل را مورد حمله قرار داد.
پیش از آن در صبح همان روز، نیروهای روس از مرز اوکراین و بلاروس در شمال کشور وارد این کشور شدند. در نبرد چرنوبیل آن‌ها نیروگاه هسته‌ای چرنوبیل را که نزدیک مرز قرار دارد، تصرف کردند.
همان روز، چتربازان روسی در فرودگاه هوستومل فرود آمدند برای مدت کوتاهی کنترل آن را به دست گرفتند. نبرد فرودگاه آنتونوف نیز اتفاق افتاد. بنا به گفتهٔ مقامات اوکراینی، چتربازان روسی سپس به‌دست سربازان اوکراینی عقب رانده شدند.
به گفتهٔ مقامات بریتانیایی، نیروهای روسی تلاش کردند شهر چرنیهیف را در ۲۴ فوریه تصرف کنند. پس از آنکه نیروهای اوکراینی آن‌ها را عقب راندند، نیروهای روس شهر را محاصره کردند، در حالی که برخی از نیروهای مکانیزه‌شدهٔ روسی با هم وارد شهر شدند.
در شب ۲۴ فوریه، رئیس‌جمهور اوکراین، ولودیمیر زلنسکی، اظهار داشت که «گروه‌های توطئه‌گر» به سوی کیف بودند. آن شب، وزیر دفاع ایالات متحده آمریکا، لوید آستین در طول گفتگویی با افراد کنگره گفت که برخی از یگان‌های ماشینی روسی حدود ۲۰ مایل (۳۲ کیلومتر) با کیف فاصله دارند.

### ۲۵ فوریه
در صبح روز ۲۵ فوریه، نیروی هوایی روسیه به بمب‌باران کردن پایتخت، مرکز کیف ادامه داد. نیروهای اوکراینی بعدتر یک هواپیمای روسی بالای کیف را ساقط کردند؛ هواپیما به داخل یک آپارتمان نُه طبقه سقوط کرد و ساختمان به آتش کشیده شد.
در ساعت ۰۶:۴۷، یک یگان ارتش اوکراین، یک پل روی رودخانه تتریف در نزدیکی ایوانکیف را منفجر کردند، و یک یگان تانک روسی که از چرنوبیل می‌آمد را متوقف کردند.

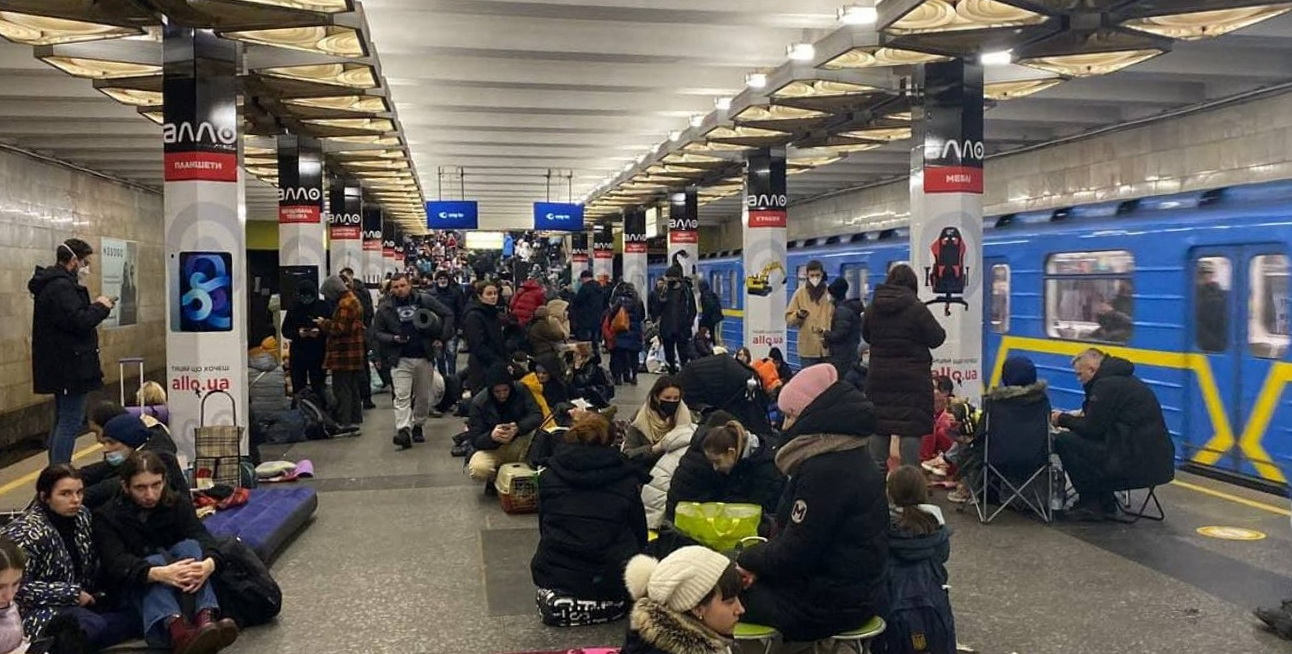
ایستگاه متروی کی‌ف به یک پناهگاه تبدیل شده‌است.